# Kanorado (Kansas)
Kanorado é uma cidade localizada no estado americano de Kansas, no Condado de Sherman.

## Demografia
Segundo o censo americano de 2000, a sua população era de 248 habitantes.
Em 2006, foi estimada uma população de 221, um decréscimo de 27 (-10.9%).

## Geografia
De acordo com o United States Census Bureau tem uma área de
0,7 km², dos quais 0,7 km² cobertos por terra e 0,0 km² cobertos por água. Kanorado localiza-se a aproximadamente 1191 m acima do nível do mar.

## Localidades na vizinhança
O diagrama seguinte representa as localidades num raio de 52 km ao redor de Kanorado.